# Peter Bamm
Peter Bamm (pseudoniem van Curt Emmrich, Hochneukirch, Jüchen, Duitsland, 20 oktober 1897 – Zollikon, Zwitserland, 30 maart 1975) was een Duits auteur.
Peter Bamm was vrijwilliger als soldaat in de Eerste Wereldoorlog en studeerde nadien geneeskunde en sinologie te München, Göttingen en Freiburg im Breisgau. Als scheepsarts reisde hij de wereld rond alvorens zich te vestigen in Berlin-Wedding.
Tijdens de Tweede Wereldoorlog werkte hij als arts aan het Russische front, en later schreef hij zijn ervaringen neer in het boek "Die Unsichtbare Flagge" (Frontchirurg). Na de oorlog reisde hij tussen 1952 en 1957 in het Nabije en het Midden-Oosten, waarna hij ging schrijven voor een aantal Berlijnse kranten.
Hij ligt begraven op de begraafplaats Stöcken te Hannover.

## Publicaties
- Die kleine Weltlaterne (1935)
- Feuilletons (1949)
- Die Unsichtbare Flagge (Frontchirurg) (1952)
- Frühe Stätten der Christenheit (De Eerste Sporen van het Christendom) (1955)
- Ex Ovo - Essays über die Medizin (1961)
- An den Küsten des Lichts. Variationen über das Thema Aegaeis (1961)
- Anarchie mit Liebe (1962)
- Alexander oder die Verwandlung der Welt (Alexander de Grote: Veldheer, Levenskunstenaar en Begenadigd Vorst) (1965)
- Werke. (1967)
- Alexander der Große: Ein Königliches Leben (Alexander de Grote: Macht als Noodlot) (1968)
- Adam und der Affe (1969)
- Eines Menschen Zeit (Een Mensenleven) (1972)
- Kleines Kaleidoskop. Betrachtungen eines Chronisten. (1973)
- Am Rande der Schöpfung (1974)
- Eines Menschen Einfälle (1977)

- Biblioteca Nacional de España: XX844827
- Catàleg d'autoritats de noms i títols de Catalunya: 981058522009306706
- CiNii: DA00251995
- Gemeinsame Normdatei: 118506366
- International Standard Name Identifier: 0000 0003 9544 188X
- Library of Congress Control Number: n50011694
- Nationale Bibliotheek van Letland: 000041004
- Bibliotheek van het Japanse parlement: 00438890
- Nationale Bibliotheek van Tsjechië: jn20020909001
- Nationale Bibliotheek van Israël: 987007257992805171
- Nationale Bibliotheek van Polen: a0000001688690
- Nederlandse Thesaurus van Auteursnamen: 071922288
- Istituto Centrale per il Catalogo Unico: CUBV011903
- LIBRIS: 176701
- SNAC: w64476h9
- Système universitaire de documentation: 072971029
- Trove: 1188187
- Virtual International Authority File: 59875201
- WorldCat: E39PBJmTqwMrmWG3x9fDkbVHmd